# Delavirdine
Delavirdine (DLV) (thương hiệu Rescriptor) là một chất ức chế sao chép ngược không nucleoside (NNRTI) được bán bởi ViiV Healthcare. Nó được sử dụng như một phần của liệu pháp kháng retrovirus hoạt tính cao (HAART) để điều trị virus gây suy giảm miễn dịch ở người (HIV) loại 1. Nó được trình bày dưới dạng mesylate. Liều lượng khuyến cáo là 400   mg, ba lần một ngày.
Mặc dù delavirdine đã được Cục Quản lý Thực phẩm và Dược phẩm Hoa Kỳ phê duyệt vào năm 1997, nhưng hiệu quả của nó thấp hơn các NNRTI khác, đặc biệt là efavirenz và nó cũng có một lịch trình bất tiện. Những yếu tố này đã khiến cho DHHS Hoa Kỳ không khuyến nghị sử dụng nó như là một phần của liệu pháp ban đầu. Nguy cơ kháng chéo trên nhóm NNRTI, cũng như tập hợp tương tác thuốc phức tạp của nó, khiến cho vị trí của delavirdine trong liệu pháp cứu cánh không rõ ràng, và hiện tại nó hiếm khi được sử dụng.

## Tương tác
Giống như ritonavir, delavirdine là chất ức chế cytochrom P450 isozyme CYP3A4, và tương tác với nhiều loại thuốc. Nó không nên được dùng với một loạt các loại thuốc, bao gồm amprenavir, fosamprenavir, simvastatin, lovastatin, rifampin, rifabutin, rifapentine, wort St John, astemizole, midazolam, triazolam, thuốc ergot, và một số loại thuốc cho trào ngược axit.

## Tác dụng phụ
Tác dụng phụ phổ biến nhất là phát ban từ trung bình đến nặng, xảy ra ở 20% bệnh nhân. Các tác dụng phụ phổ biến khác bao gồm mệt mỏi, đau đầu và buồn nôn. Độc tính gan cũng đã được báo cáo.

## Tổng hợp

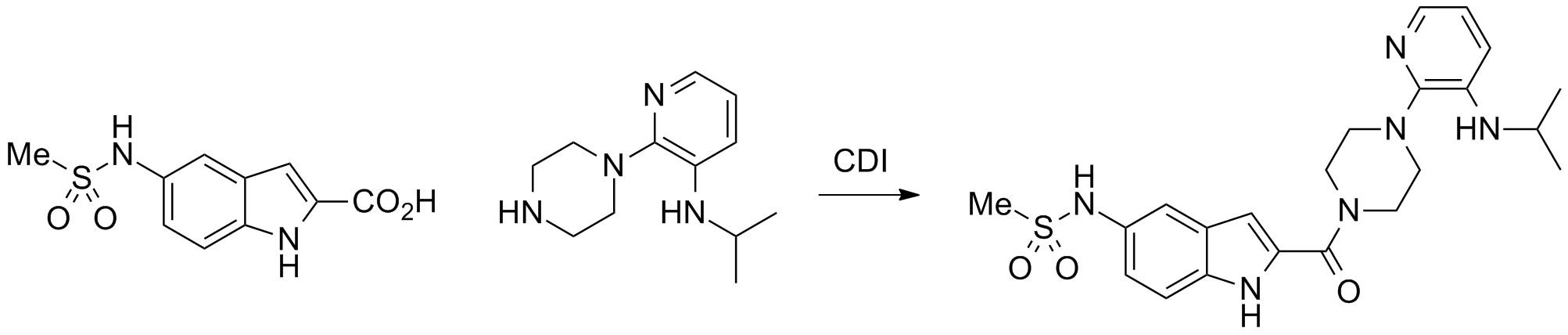
Tổng hợp Delavirdine:

Sửa đổi sơ đồ đã được thực hiện cho ateviridine q.v. bằng cách thực hiện quá trình kiềm hóa khử bằng acetone cho 2 sau khi loại bỏ nhóm bảo vệ. Acyl hóa amin này với imidazolide từ 5-Methylsulfonaminoindole-2-carboxylic acid (1) gắn amide, chất ức chế men sao chép ngược, atevirdine.